# ترور چری
ترور چری (به انگلیسی: Trevor Cherry) بازیکن فوتبال زادهٔ ۲۳ فوریه ۱۹۴۸ اهل انگلستان بود که سابقهٔ بازی در تیم ملی فوتبال انگلستان را در کارنامهٔ خود دارد. وی در تاریخ ۲۴ مارس ۱۹۷۶ نخستین بازی ملی خود را در مقابل تیم ملی فوتبال ولز انجام داد و با حضور در ۲۷ بازی ملی، در تاریخ ۱۸ ژوئن ۱۹۸۰ واپسین بازی ملی‌اش را در برابر تیم ملی فوتبال اسپانیا برگزار کرد.